# Пшартский хребет
Пша́ртский хребе́т — горный хребет на востоке Памира, в Таджикистане. Расположен по правому берегу реки Мургаб, на территории Мургабского района Горно-Бадахшанской автономной области. От хребта Музкол отделён долинами рек Западный Пшарт и Восточный Пшарт.
Протяжённость хребта составляет около 60 км. Максимальная высота достигает 5440 м. Преобладающий тип ландшафта — каменистое высокогорье. На северном склоне гребня хребта — оледенение.